# 1552
Il 1552 (MDLII in numeri romani) è un anno bisestile del XVI secolo.

## Eventi
- Viene fondata la Leeds Grammar School.
- 15 giugno – Enrico II di Francia e Maurizio di Sassonia firmano il Trattato di Chambord.
- La Chiesa Assira d’Oriente si separa dalla Chiesa Cattolica Caldea
- François Rabelais termina Gargantua e Pantagruel.

## Nati

### Gennaio
- 14 gennaio - Alberico Gentili, giurista italiano († 1608)

### Febbraio
- 1º febbraio - Edward Coke, politico e giurista inglese († 1634)
- 7 febbraio - Ottaviano Bon, ambasciatore italiano († 1623)
- 8 febbraio - Théodore Agrippa d'Aubigné, scrittore e poeta francese († 1630)
- 19 febbraio - Melchior Khlesl, cardinale e vescovo cattolico austriaco († 1630)
- 20 febbraio - Sengoku Hidehisa, militare giapponese († 1614)
- 25 febbraio - Maddalena di Lippe, nobildonna tedesca († 1587)
- 28 febbraio - Joost Bürgi, astronomo e matematico svizzero († 1632)

### Marzo
- 1º marzo - Anna di Jülich-Kleve-Berg, principessa († 1632)
- 2 marzo - Pompeo Arrigoni, cardinale e arcivescovo cattolico italiano († 1616)
- 22 marzo - Eleonora di Württemberg, nobile tedesca († 1618)

### Aprile
- 15 aprile - Pietro Antonio Cataldi, matematico italiano († 1626)

### Giugno
- 18 giugno - Gabriello Chiabrera, poeta e drammaturgo italiano († 1638)
- 29 giugno - Elizabeth Spencer, baronessa Hunsdon, nobildonna e poetessa inglese († 1618)

### Luglio
- 4 luglio - Massimiliana Maria di Wittelsbach, nobile tedesca († 1614)
- 11 luglio - Ottavio Paravicini, cardinale e vescovo cattolico italiano († 1611)
- 11 luglio - Flaminio Piatti, cardinale italiano († 1613)
- 15 luglio - Giovanni da San Guglielmo, religioso e presbitero italiano († 1621)
- 18 luglio - Rodolfo II d'Asburgo, imperatore († 1612)
- 18 luglio - Caterina Maria di Guisa, nobile († 1596)

### Agosto
- 1º agosto - Isabella della Rovere, principessa italiana († 1619)
- 2 agosto - Boris Fëdorovič Godunov, sovrano russo († 1605)
- 14 agosto - Paolo Sarpi, teologo, storico e scienziato italiano († 1623)
- 24 agosto - Lavinia Fontana, pittrice italiana († 1614)

### Settembre
- 10 settembre - Miklós Pálffy, militare ungherese († 1600)
- 12 settembre - André Schott, gesuita, umanista e teologo fiammingo († 1629)
- 17 settembre - Papa Paolo V, papa, vescovo cattolico e cardinale italiano († 1621)
- 20 settembre - Diane de Dommartin, nobile francese († 1625)
- 21 settembre - Barbara Longhi, pittrice italiana († 1638)
- 22 settembre - Basilio IV di Moscovia, sovrano russo († 1612)
- 25 settembre - Vespasiano Genuino, scultore e monaco cristiano italiano († 1637)
- 27 settembre - Flaminio Scala, attore teatrale e comico italiano († 1624)

### Ottobre
- 6 ottobre - Matteo Ricci, gesuita, matematico e cartografo italiano († 1610)
- 11 ottobre - Dmitrij Ivanovič di Russia,  russo († 1553)
- 18 ottobre - Elisabetta di Sassonia, principessa sassone († 1590)
- 28 ottobre - Simón de Rojas, presbitero spagnolo († 1624)

### Novembre
- 1º novembre - Flaminio Delfini, militare italiano († 1605)
- 20 novembre - Gilbert Talbot, VII conte di Shrewsbury, nobile inglese († 1616)

### Dicembre
- 9 dicembre - Alderano Cybo-Malaspina, nobile italiano († 1606)
- 11 dicembre - Domenico Bollani, vescovo cattolico italiano († 1613)
- 19 dicembre - Arcangelo Giani, presbitero e teologo italiano († 1623)
- 27 dicembre - William Cavendish, I conte di Devonshire, nobile e politico inglese († 1626)
- 29 dicembre - Enrico I di Borbone-Condé, principe († 1588)
- 31 dicembre - Simon Forman, astrologo inglese († 1611)

### Senza giorno specificato
- Phothisarat II, sovrano laotiano († 1627)
- Hans von Aachen, pittore tedesco († 1615)
- Philippus Bach, musicista tedesco
- Girolamo Belli, compositore italiano
- Paolo Beni, filologo, letterato e gesuita italiano († 1625)
- Jean Bertaut, poeta francese († 1611)
- Francesco Bonciani, letterato e arcivescovo cattolico italiano († 1619)
- Carlo Broglia, arcivescovo cattolico italiano († 1617)
- Ambrogio Buonvicino, scultore italiano († 1622)
- Camillo Caetani, patriarca cattolico, diplomatico e nobile italiano († 1602)
- Philippe de Carteret I, nobile britannico († 1594)
- Alessandro Casolani, pittore italiano († 1607)
- Raffaele Fagnani, giurista e letterato italiano († 1623)
- Giovanni Florio, umanista inglese († 1625)
- Giulio Cesare Gonzaga di Bozzolo, nobile italiano († 1609)
- Guido Sforza Gonzaga, nobile e condottiero italiano († 1607)
- Jean Hotman, diplomatico francese († 1636)
- Girolamo Incontri, vescovo cattolico italiano († 1615)
- Orazio Lamberti, pittore italiano († 1612)
- Luigi Lollino, vescovo cattolico e letterato italiano († 1625)
- Nihonmatsu Yoshitsugu, militare giapponese († 1586)
- Leonardo Orlandini, storico, poeta e religioso italiano († 1618)
- Juan de Oñate, esploratore spagnolo († 1626)
- Filippo Paruta, numismatico, archeologo e storiografo italiano († 1629)
- Petrus Plancius, astronomo e cartografo fiammingo († 1622)
- Regina Protmann, religiosa tedesca († 1613)
- Salvatore Ravecca, idrologo italiano († 1612)
- Johann Salmuth, teologo e predicatore tedesco († 1622)
- Marfa Vasil'evna Sobakina,  russa († 1571)
- John Speed, cartografo e storico inglese († 1629)
- Edward Stafford, politico e diplomatico inglese († 1605)
- Dom Justo Takayama († 1615)
- Uesugi Kagetora, militare giapponese († 1579)
- Usimbardo Usimbardi, religioso e vescovo cattolico italiano († 1612)
- Paolo Virchi, compositore e musicista italiano († 1610)
- Alfonso Visconti, cardinale e vescovo cattolico italiano († 1608)
- Flora Zuzzeri, poetessa dalmata († 1648)
- Louis de Montesinos, religioso e teologo spagnolo († 1620)

## Morti

### Gennaio
- 10 gennaio - Johann Cochlaeus, teologo e umanista tedesco (n. 1479)
- 16 gennaio - Niccolò Gaddi, cardinale e vescovo cattolico italiano (n. 1499)
- 22 gennaio - Edward Seymour, I duca di Somerset, nobile britannico

### Febbraio
- 2 febbraio - Lilio Gregorio Giraldi, umanista italiano (n. 1479)
- 6 febbraio - Enrico V di Meclemburgo-Schwerin, duca tedesco (n. 1479)
- 6 febbraio - Friedrich Nausea, vescovo cattolico tedesco (n. 1496)
- 10 febbraio - Ettore Fregoso, religioso e letterato italiano
- 20 febbraio - Anne Parr, nobile britannica (n. 1515)
- 26 febbraio - Heinrich Faber, compositore e cantore tedesco

### Marzo
- 28 marzo - Guru Angad Dev, scrittore indiano (n. 1504)

### Aprile
- 7 aprile - Bartolomeo Maggi, medico e anatomista italiano (n. 1477)
- 9 aprile - Leandro Alberti, storico, filosofo e teologo italiano (n. 1479)
- 14 aprile - Giovanni Battista Ciocchi del Monte, generale e nobile italiano (n. 1518)
- 18 aprile - John Leland, antiquario e poeta inglese (n. 1506)
- 19 aprile - Olaus Petri, religioso svedese (n. 1493)
- 21 aprile - Pietro Apiano, astronomo, matematico e cartografo tedesco (n. 1495)
- 28 aprile - Yi Gi, politico coreano (n. 1476)

### Maggio
- 9 maggio - Marcantonio Michiel, letterato e collezionista d'arte italiano (n. 1484)
- 25 maggio - Blas Ortiz, umanista spagnolo (n. 1485)
- 26 maggio - Sebastian Münster, cartografo e cosmografo tedesco (n. 1488)
- 28 maggio - Marcello Crescenzi, cardinale e vescovo cattolico italiano

### Giugno
- 10 giugno - Alexander Barclay, poeta britannico
- 11 giugno - Fortunato Martinengo Cesaresco, nobile e letterato italiano (n. 1512)
- 19 giugno - Massimiliano Stampa, nobile italiano (n. 1494)

### Luglio
- 4 luglio - Gaspare Grimaldi Bracelli, doge (n. 1477)
- 15 luglio - Emilio Ferretti, giurista e diplomatico italiano (n. 1489)
- 21 luglio - Antonio de Mendoza, politico e cavaliere medievale spagnolo (n. 1495)

### Agosto
- 2 agosto - Basilio il Benedetto, religioso e santo russo (n. 1468)
- 6 agosto - Claude Jay, gesuita francese
- 6 agosto - Matteo da Bascio, religioso italiano (n. 1495)

### Settembre
- 12 settembre - Alessandra Benucci, nobile italiana (n. 1480)
- 23 settembre - Barbara di Brandeburgo-Ansbach-Kulmbach, nobildonna tedesca (n. 1495)

### Ottobre
- 2 ottobre - Qol-Şärif, politico, religioso e poeta
- 17 ottobre - Gaspar Hedio, storico e teologo tedesco (n. 1494)
- 17 ottobre - Andrea Osiander, teologo e scienziato tedesco (n. 1498)
- 20 ottobre - Renato I di Rohan, condottiero francese (n. 1516)
- 27 ottobre - Galeazzo Pietra, vescovo cattolico italiano (n. 1462)

### Novembre
- 10 novembre - Günther XL di Schwarzburg, conte tedesco (n. 1499)
- 22 novembre - Muzio I Sforza di Caravaggio, nobile italiano (n. 1531)

### Dicembre
- 3 dicembre - Francesco Saverio, gesuita e missionario spagnolo (n. 1506)
- 4 dicembre - Marco Barbavara, nobile e politico italiano
- 9 dicembre - Rodrigo Ronquillo, militare e nobile spagnolo (n. 1471)
- 12 dicembre - Paolo Giovio, vescovo cattolico, storico e medico italiano (n. 1483)
- 13 dicembre - Ippolito da Correggio, nobile e militare italiano (n. 1510)
- 20 dicembre - Katharina von Bora, monaca cristiana tedesca (n. 1499)
- 26 dicembre - Cesare Cybo, arcivescovo cattolico italiano (n. 1495)
- 30 dicembre - Francisco de Enzinas, umanista spagnolo (n. 1518)

### Senza giorno specificato
- Romolo Amaseo, umanista italiano (n. 1489)
- Laurentius Andreae, religioso svedese (n. 1470)
- Claude d'Annebault, generale francese (n. 1495)
- Marco Antonio Antimaco, umanista, letterato e traduttore italiano
- Amico Aspertini, pittore italiano
- Juan de Badajoz il Giovane, architetto spagnolo (n. 1498)
- Lazzaro Bonamico, umanista e scrittore italiano (n. 1479)
- Hélisenne de Crenne, scrittrice, poetessa e traduttrice francese (n. 1510)
- Leonardo Bufalini, architetto italiano
- Pirro Colonna, militare italiano (n. 1500)
- Benedictus Ducis, organista e compositore fiammingo (n. 1480)
- Gualtiero Padovano, pittore italiano
- Giovanni Antonio Lappoli, pittore italiano (n. 1492)
- Giampaolo Manfrone, condottiero italiano (n. 1523)
- Fabrizio Maramaldo, condottiero italiano (n. 1494)
- Bernardo Antonio de' Medici, vescovo cattolico e ambasciatore italiano (n. 1476)
- Musa Muslihuddin, mistico e medico turco (n. 1463)
- Luigia Pallavicini, nobile italiana
- Perino Fiorentino, compositore italiano (n. 1523)
- Gandolfo Porrino, letterato italiano
- Ludovico Rangoni, condottiero italiano
- Bernardo Sancio, vescovo cattolico italiano
- Giampietro Silvio, pittore italiano
- Paolo Della Stella, scultore e architetto italiano (n. 1500)
- Francesco di Pellegrino, pittore e decoratore italiano

## Calendario
| Calendario 1552 | Calendario 1552 | Calendario 1552 | Calendario 1552 | Calendario 1552 | Calendario 1552 | Calendario 1552 | Calendario 1552 | Calendario 1552 | Calendario 1552 | Calendario 1552 | Calendario 1552 | Calendario 1552 | Calendario 1552 | Calendario 1552 | Calendario 1552 | Calendario 1552 | Calendario 1552 | Calendario 1552 | Calendario 1552 | Calendario 1552 | Calendario 1552 | Calendario 1552 | Calendario 1552 | Calendario 1552 | Calendario 1552 | Calendario 1552 | Calendario 1552 | Calendario 1552 | Calendario 1552 | Calendario 1552 | Calendario 1552 | Calendario 1552 |
| --------------- | --------------- | --------------- | --------------- | --------------- | --------------- | --------------- | --------------- | --------------- | --------------- | --------------- | --------------- | --------------- | --------------- | --------------- | --------------- | --------------- | --------------- | --------------- | --------------- | --------------- | --------------- | --------------- | --------------- | --------------- | --------------- | --------------- | --------------- | --------------- | --------------- | --------------- | --------------- | --------------- |
|                 | 1               | 2               | 3               | 4               | 5               | 6               | 7               | 8               | 9               | 10              | 11              | 12              | 13              | 14              | 15              | 16              | 17              | 18              | 19              | 20              | 21              | 22              | 23              | 24              | 25              | 26              | 27              | 28              | 29              | 30              | 31              |                 |
| Gennaio         | Ve              | Sa              | Do              | Lu              | Ma              | Me              | Gi              | Ve              | Sa              | Do              | Lu              | Ma              | Me              | Gi              | Ve              | Sa              | Do              | Lu              | Ma              | Me              | Gi              | Ve              | Sa              | Do              | Lu              | Ma              | Me              | Gi              | Ve              | Sa              | Do              |                 |
| Febbraio        | Lu              | Ma              | Me              | Gi              | Ve              | Sa              | Do              | Lu              | Ma              | Me              | Gi              | Ve              | Sa              | Do              | Lu              | Ma              | Me              | Gi              | Ve              | Sa              | Do              | Lu              | Ma              | Me              | Gi              | Ve              | Sa              | Do              | Lu              |                 |                 |                 |
| Marzo           | Ma              | Me              | Gi              | Ve              | Sa              | Do              | Lu              | Ma              | Me              | Gi              | Ve              | Sa              | Do              | Lu              | Ma              | Me              | Gi              | Ve              | Sa              | Do              | Lu              | Ma              | Me              | Gi              | Ve              | Sa              | Do              | Lu              | Ma              | Me              | Gi              |                 |
| Aprile          | Ve              | Sa              | Do              | Lu              | Ma              | Me              | Gi              | Ve              | Sa              | Do              | Lu              | Ma              | Me              | Gi              | Ve              | Sa              | Do              | Lu              | Ma              | Me              | Gi              | Ve              | Sa              | Do              | Lu              | Ma              | Me              | Gi              | Ve              | Sa              |                 |                 |
| Maggio          | Do              | Lu              | Ma              | Me              | Gi              | Ve              | Sa              | Do              | Lu              | Ma              | Me              | Gi              | Ve              | Sa              | Do              | Lu              | Ma              | Me              | Gi              | Ve              | Sa              | Do              | Lu              | Ma              | Me              | Gi              | Ve              | Sa              | Do              | Lu              | Ma              |                 |
| Giugno          | Me              | Gi              | Ve              | Sa              | Do              | Lu              | Ma              | Me              | Gi              | Ve              | Sa              | Do              | Lu              | Ma              | Me              | Gi              | Ve              | Sa              | Do              | Lu              | Ma              | Me              | Gi              | Ve              | Sa              | Do              | Lu              | Ma              | Me              | Gi              |                 |                 |
| Luglio          | Ve              | Sa              | Do              | Lu              | Ma              | Me              | Gi              | Ve              | Sa              | Do              | Lu              | Ma              | Me              | Gi              | Ve              | Sa              | Do              | Lu              | Ma              | Me              | Gi              | Ve              | Sa              | Do              | Lu              | Ma              | Me              | Gi              | Ve              | Sa              | Do              |                 |
| Agosto          | Lu              | Ma              | Me              | Gi              | Ve              | Sa              | Do              | Lu              | Ma              | Me              | Gi              | Ve              | Sa              | Do              | Lu              | Ma              | Me              | Gi              | Ve              | Sa              | Do              | Lu              | Ma              | Me              | Gi              | Ve              | Sa              | Do              | Lu              | Ma              | Me              |                 |
| Settembre       | Gi              | Ve              | Sa              | Do              | Lu              | Ma              | Me              | Gi              | Ve              | Sa              | Do              | Lu              | Ma              | Me              | Gi              | Ve              | Sa              | Do              | Lu              | Ma              | Me              | Gi              | Ve              | Sa              | Do              | Lu              | Ma              | Me              | Gi              | Ve              |                 |                 |
| Ottobre         | Sa              | Do              | Lu              | Ma              | Me              | Gi              | Ve              | Sa              | Do              | Lu              | Ma              | Me              | Gi              | Ve              | Sa              | Do              | Lu              | Ma              | Me              | Gi              | Ve              | Sa              | Do              | Lu              | Ma              | Me              | Gi              | Ve              | Sa              | Do              | Lu              |                 |
| Novembre        | Ma              | Me              | Gi              | Ve              | Sa              | Do              | Lu              | Ma              | Me              | Gi              | Ve              | Sa              | Do              | Lu              | Ma              | Me              | Gi              | Ve              | Sa              | Do              | Lu              | Ma              | Me              | Gi              | Ve              | Sa              | Do              | Lu              | Ma              | Me              |                 |                 |
| Dicembre        | Gi              | Ve              | Sa              | Do              | Lu              | Ma              | Me              | Gi              | Ve              | Sa              | Do              | Lu              | Ma              | Me              | Gi              | Ve              | Sa              | Do              | Lu              | Ma              | Me              | Gi              | Ve              | Sa              | Do              | Lu              | Ma              | Me              | Gi              | Ve              | Sa              |                 |